# Biserica Bob din Mediaș

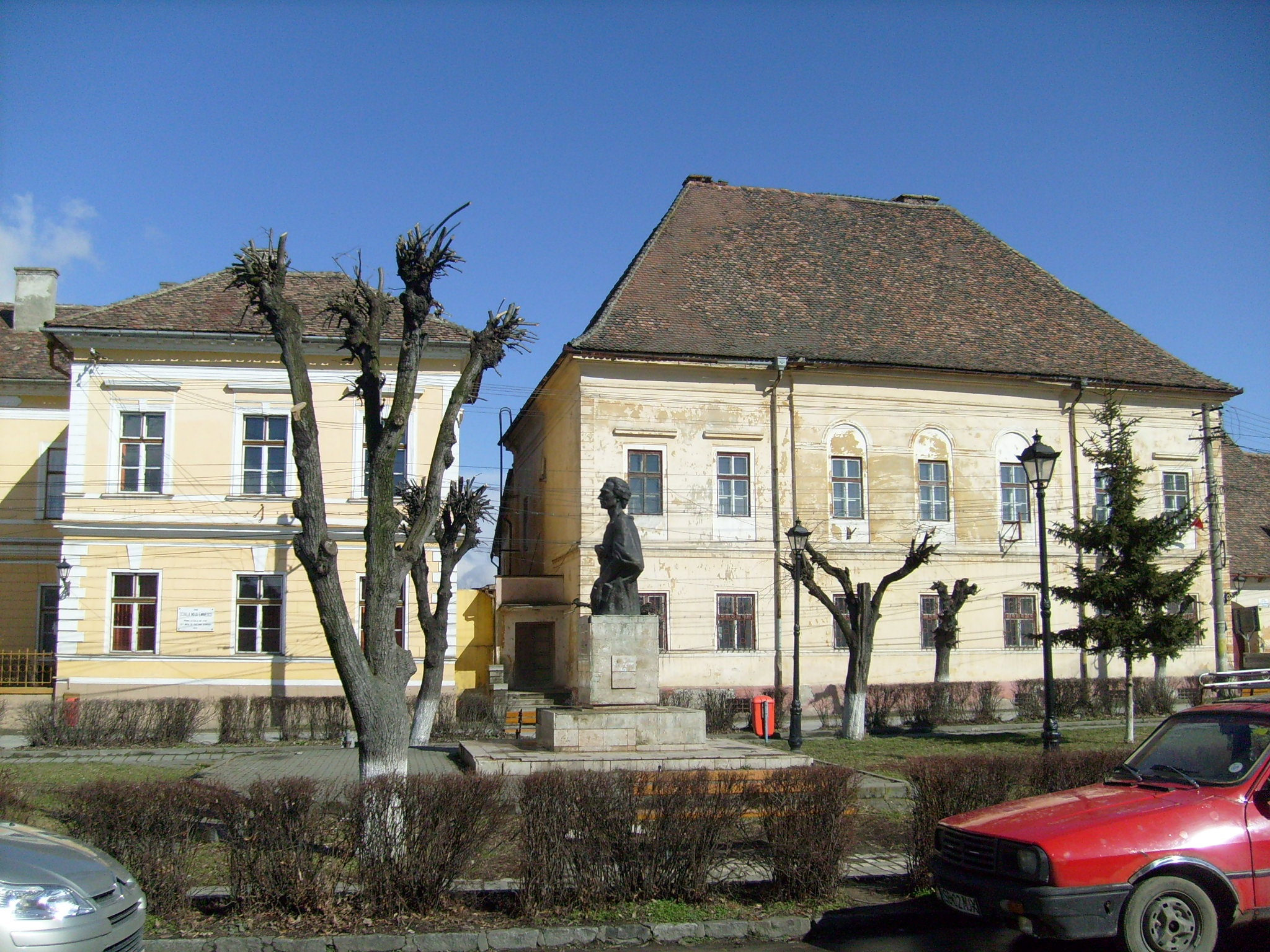
Fosta şcoală confesională unită

Biserica Bob din Mediaș, cu hramul Înălțarea Domnului, este o biserică română unită (greco-catolică) ridicată în anul 1826 în orașul Mediaș, pe cheltuiala episcopului Ioan Bob.

## Istoric
În anul 1816 parohul neunit (ortodox) din Buzd, Simion Asculan, originar din Brașov, a aderat la unirea cu Biserica Romei, motiv pentru care sătenii "l-au scos afară din sat cu to[a]te ale sale afară între hotare; deci prenumitul, ca să nu remână în câmp s[-]a strămutat în Mediașu și s[-]a așezat cu locuința la un Ioan Ațielean, pre carele întorcându[-]l la S[fânta] Unire și l[-]au făcut Cantor."
În anul 1824 numărul familiilor unite a crescut la 130, așa încât episcopul Bob a decis edificarea unei biserici pentru parohia greco-catolică din Mediaș. În acest sens a cumpărat cu 7.000 de florini casa sasului Martin Hits, „în fruntea stradei din cetate numite Czekes” (azi „Țecheș”). „Pe această casă demolând-o în anul 1826 în restemp de 3 luni de la 3 August începend până în Noemvrie cu 30.000 de f[lo]r[i]ni a edificat Biserica de fația.”
Tot în 1826 episcopul Bob a cumpărat cu 3.500 de florini o casă în imediata apropiere a bisericii, căreia i-a dat destinația de casă parohială, un clopot mic („campana cea mică”) cu 537 de florini și 50 de creițari, precum și un loc pentru școala confesională română unită, pentru 2.500 de florini.
În anul următor, 1827, a cumpărat de asemenea un clopot mare („campana cea mare”), pentru 1.012 florini și 50 de creițari, cu inscripția „AD DEI GLORIAM FVNDI CVRAVIT EXCELENTISSIMVS EPISCOPVS FOGARASSIENSIS JOANNES BABB”.

## Personalități
În această biserică a slujit ca protopop între 1847-1852 cărturarul Ștefan Moldovan, ulterior profesor la Lugoj.